# Grabmal des Poblicius

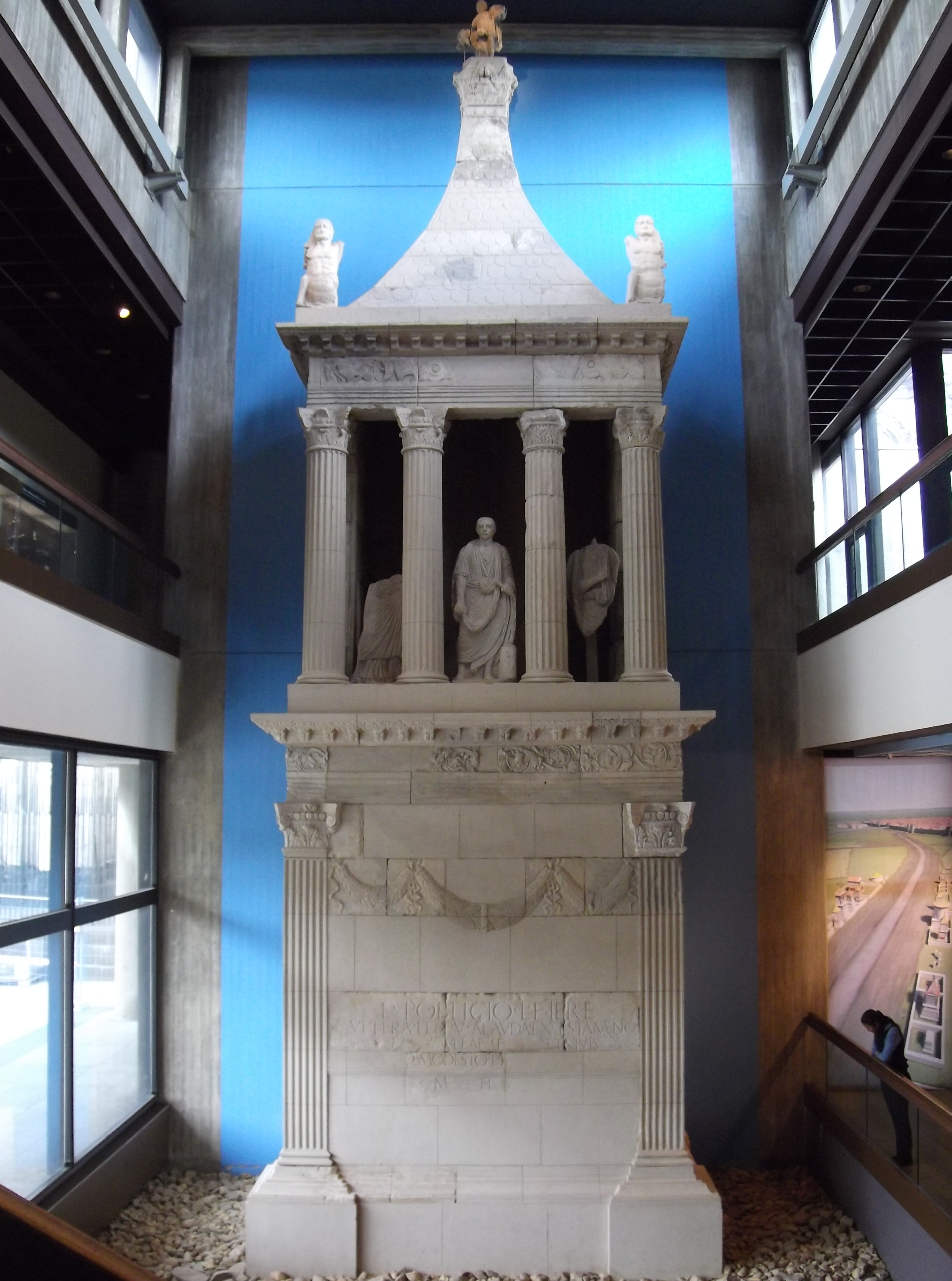
Grabmal des Poblicius

Das Grabmal des Poblicius ist ein römisches Grabmonument, das für den pensionierten italischen Legionär und gesellschaftlichen Aufsteiger Lucius Poblicius sowie für dessen Familie während der ersten Hälfte des 1. Jahrhunderts n. Chr. an einer Ausfallstraße der Colonia Claudia Ara Agrippinensium (Köln) errichtet wurde. Es steht heute im Römisch-Germanischen Museum in Köln. Aufgrund seines außergewöhnlich guten Erhaltungszustandes ist das Bauwerk heute ein Musterbeispiel für die Grabarchitektur gutsituierter römischer Familien in einer Frühphase der städtischen Entwicklung im Rheinland.

## Forschungsgeschichte
Im Jahr 1884 wurde auf dem heutigen Grundstück Chlodwigplatz 24 in der südlichen Kölner Altstadt eine größere Zahl monumentaler, behauener und skulptierter Quader entdeckt. Bereits damals wurde vermutet, dass sie von einem oder mehreren römischen Grabbauten stammen könnten. Im April 1965 stießen die Jugendlichen Josef und Heinz Gens, Söhne des Textilkaufmanns Heinrich Gens, während einer Sondierungsgrabung für die Erweiterung des Elternhauses am Chlodwigplatz auf eine Vielzahl von Quadern mit Reliefschmuck und Figurenteilen. Die Brüder meldeten den Fund und boten der Stadt Köln an, eine offizielle Grabung durchzuführen, doch hatten die zuständigen Stellen nur wenig Zeit für die Entdeckung. Ohne amtliche Genehmigung – nach anderen Darstellungen mit einer Grabungserlaubnis – gruben die Brüder mit Freunden bis 1967 ca. 17.000 Stunden lang aus bis zu neun Metern Tiefe Steine aus und präsentierten anschließend über 70 Quader, darunter bereits zu Rekonstruktionen zusammengefügt: die fast komplette Inschrift des Grabmals und die Pandarstellungen, die sich heute auf den Seitenwänden des Obergeschosses befinden, in ihren Kellerräumen. Dieses „Privatmuseum“ wurde von der Öffentlichkeit mit großem Interesse wahrgenommen. Die Archäologen Otto Doppelfeld und Heinz Kähler erkannten die Bedeutung des Fundes, und Doppelfeld versuchte, die Quader für das von ihm mitinitiierte Römisch-Germanische Museum (RGM) zu gewinnen. In der Ausstellung Römer am Rhein wurden 1967 die vier erstgefundenen Quader, zwei Gebälkstücke, ein Gesims und ein Panrelief der Öffentlichkeit vorgestellt. Für 510.000 DM erwarb die Stadt im Mai 1970 alle ausgegrabenen Steine von den beiden Findern. Mit ca. 25 schon 1884 gefundenen Quadern und den 70 von den Brüdern Gens zwischen 1965 und 1967 gefundenen Quadern standen fast 100 Quader für den Wiederaufbau des Grabmals im neuen Römisch-Germanischen Museum zur Verfügung. Der Architekt und Bauforscher Gundolf Precht wurde mit dem Wiederaufbau des Grabmals im RGM betraut. Seine Rekonstruktion von 1974 orientierte sich an Rekonstruktionen von Josef Gens aus den Jahren 1968 bis 1971 und der von Heinz Kähler veröffentlichten Rekonstruktion. Von Precht vorgenommene Quaderzuordnungen werden heute kritisch gesehen, wie z. B. die erst im zweiten Jahrhundert n. Chr. entstandene Aeneas Gruppe auf der Grabmalspitze und die frei aufgestellten Statuen, die in Nischen an einer Wand gestanden haben müssen, wie die flache Bearbeitung ihrer Rückseiten zeigt. Otto Doppelfeld und Heinz Kähler entzifferten die Grabinschaft. Später beschäftigte sich Tilmann Bechert erneut mit der Inschrift. Die Versuche, den nur unvollständig erhaltenen Text zu ergänzen, wurden jedoch kritisiert. Im Jahr 2017 wurden von Hermann Krüssel und Josef Gens im Buch „Das Poblicius-Denkmal – Köln in augusteischer Zeit“ neue umfangreiche Forschungen zum Poblicius Grabmal vorgelegt, darunter auch eine Ergänzung der vierten Inschriftzeile.
Josef Gens wurde am 1. September 2012 mit dem Severins-Bürgerpreis für Verdienste um kölnische Sprache, Kultur, Kunst und Brauchtum geehrt, den der Kölner Verein Severins-Bürgerpreis seit 1984 vergibt. Die Laudatio hielt der Direktor des Römisch-Germanischen Museums, Marcus Trier.

## Aufbau

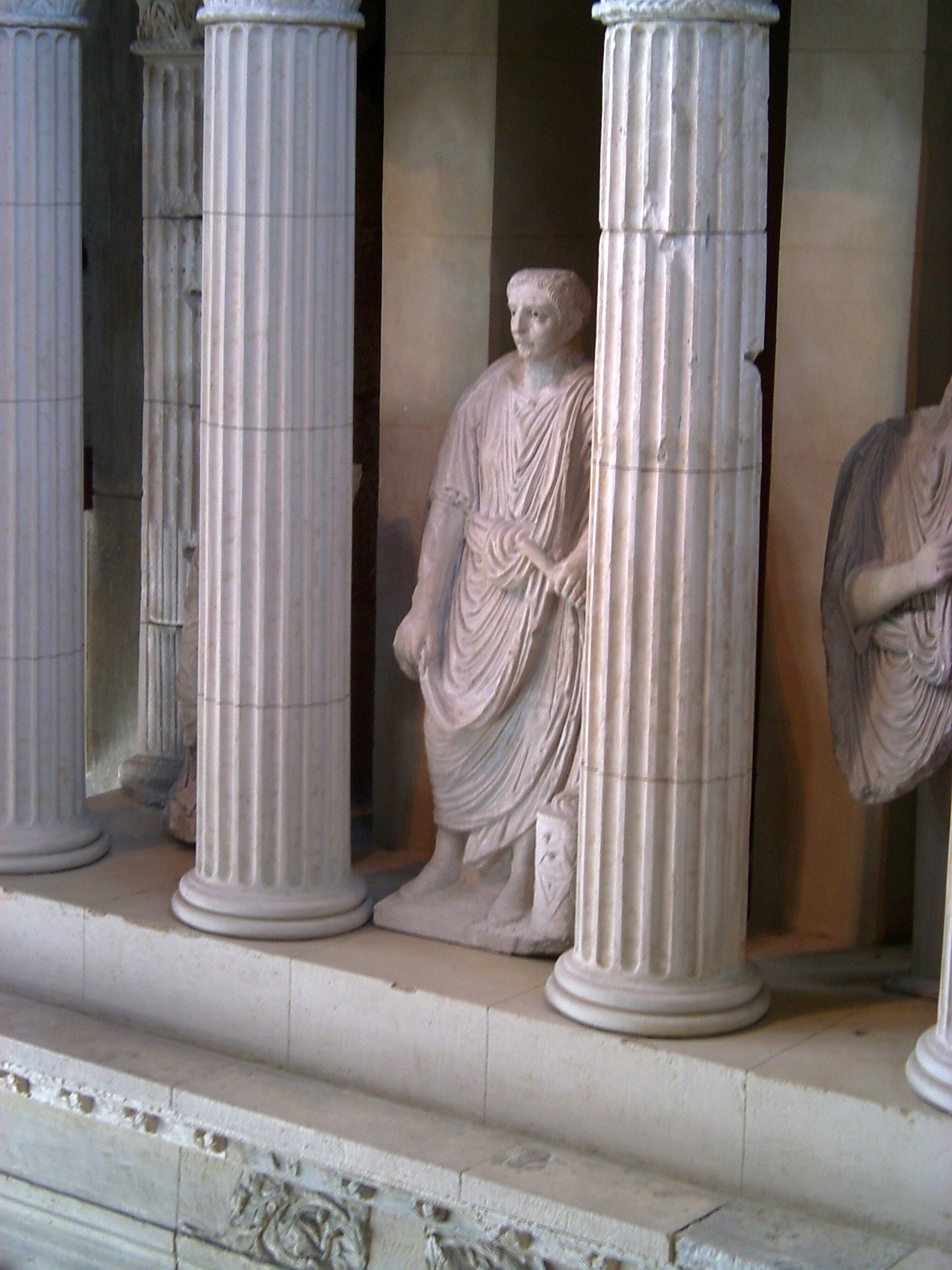
Poblicius in einer Toga und mit einer Urkunde

Das Grabmal des Poblicius ist in seiner Art nicht einzigartig, sondern gehörte zu seiner Zeit in den Kanon ähnlicher Großbauten vermögender Römer. Der um 40 n. Chr. erbaute, 14,70 Meter hoch rekonstruierte Grabturm ist in Form einer Ädikula errichtet worden. Die Basis der Anlage bildet ein monumentaler, über fünf Meter hoher, rechteckiger Sockel, der an allen Seiten eine Scheinarchitektur mit kannelierten Eckpilastern kompositer Ordnung, ionischem Architrav und einem Fries aus akanthisierten Wellenranken aufweist. An seiner Schauseite, zur Straße hin, befand sich eine fünfzeilige Inschrift, die über den Erbauer und seine Familienverhältnisse Auskunft gab. Darüber wurde sowohl an der Vorder- als auch an der Rückseite eine an vier Ringen aufgehängte Blattgirlande aus dem Stein gemeißelt. Über dem Sockel befindet sich ein als prostyles Tempelchen gestalteter Aufbau korinthischer Ordnung. Zwischen den vier Säulen der Front wurden die Bildnisse der drei, in der Inschrift genannten Personen, aufgestellt: Lucius Poblicius, als Erbauer des Grabmals, seine Tochter Paulla und sein freigelassener Sklave Lucius Poblicius Modestus. Bei der Rekonstruktion 1974 wurde aus Gründen der Präsentation die am vollständigsten erhaltene Statue in der Mitte positioniert. Diese stellt allerdings nicht Lucius Poblicius, sondern dessen freigelassenen Sklaven Lucius Poblicius Modestus dar. Dieser betont mit seiner Kleidung, der Toga, sowie der in seiner Hand befindlichen Urkunde seinen Status als römischer Bürger. Das zu seiner rechten Seite stehende Scrinium, ein zylinderförmiger Behälter zum Aufbewahren von Schriftrollen, soll auf die Bildung des Toten hinweisen. Links neben Lucius Poblicius Modestus wurden die Reste einer weiblichen Gewandstatue aufgestellt, rechts von ihm die Reste der Staue des Grabmalerbauers Lucius Poblicius. Die weibliche Statue wird mal als die Ehefrau des Poblicius, mal als die Tochter des Poblicius gedeutet. Die an der rechten Schmalseite aufgestellte weibliche Figur wird mal als die Tochter, mal als freigelassene Sklavin gedeutet, offensichtlich gehört sie aber aufgrund ihrer republikanischen Toga, die sie als junges Mädchen ausweist, gar nicht zum Poblicius Grabmal, sondern zu dessen Nachbarbau. Wie bei den Statuen an der Schauseite ist auch bei dieser die Rückseite nicht bearbeitet worden. Dies spricht dafür, dass alle Statuen zu römischer Zeit nicht frei aufgestellt waren, sondern in Nischen direkt an einer Wand gestanden haben. Dem Archäologen Henner von Hesberg zufolge war es Aufgabe der Ädikulaform, die dem Vorübergehenden zugewandten Verstorbenen „in Szene zu setzen“. Löcher in einem der Wandpfeiler und an Säulentrommeln legen nahe, dass die Vorhalle der Ädikula mit Gittern geschlossen war.
Die Rückseite des Grabbaus wird durch eine rechteckige, cellaartige Apsis begrenzt, die den Eindruck eines kulissenartigen Tempelbaus erhöht. Der umlaufende Architrav zeigt einen Waffenfries und erinnert an den militärischen Beruf des Verstorbenen. Nach neueren Erkenntnissen handelt es sich allerdings um Gladiatorenwaffen, die darauf hinweisen könnten, dass der Grabmalerbauer Spieleveranstalter war. Den erhaltenen Spuren nach befanden sich zwei antithetisch konzipierte Tritonen als Eckakrotere über dem Gebälk. Neben ihren Fischschwänzen haben die Tritonen je ein Steuerruder geschultert. Den Abschluss des Grabmals bildet ein pagodenförmiges Dach, dessen schuppenartige Oberfläche Dachziegel andeuten soll. Es läuft zu einem 0,75 Meter hohen korinthischen Pfeilerkapitell zusammen. Auf diesem steht als bekrönender Abschluss eine 1884 gefundene Gruppe mit Aeneas, dem Stammvater der Römer. Die Szene zeigt den Helden, wie er seinen alten Vater aus dem brennenden Troja trägt, den kleinen Sohn an der Hand. Dieser Grababschluss ist typisch für das Rheinland in der frühen Kaiserzeit. Das Grabbau des Poblicius kann er nicht bekrönt haben, da er erst 200 Jahre später entstanden ist. Diese Figurengruppe gehört zu einem anderen Grabmonument. Als Abschluss des Pobliciusdenkmals ist alternativ ein Pinienzapfen vorstellbar.

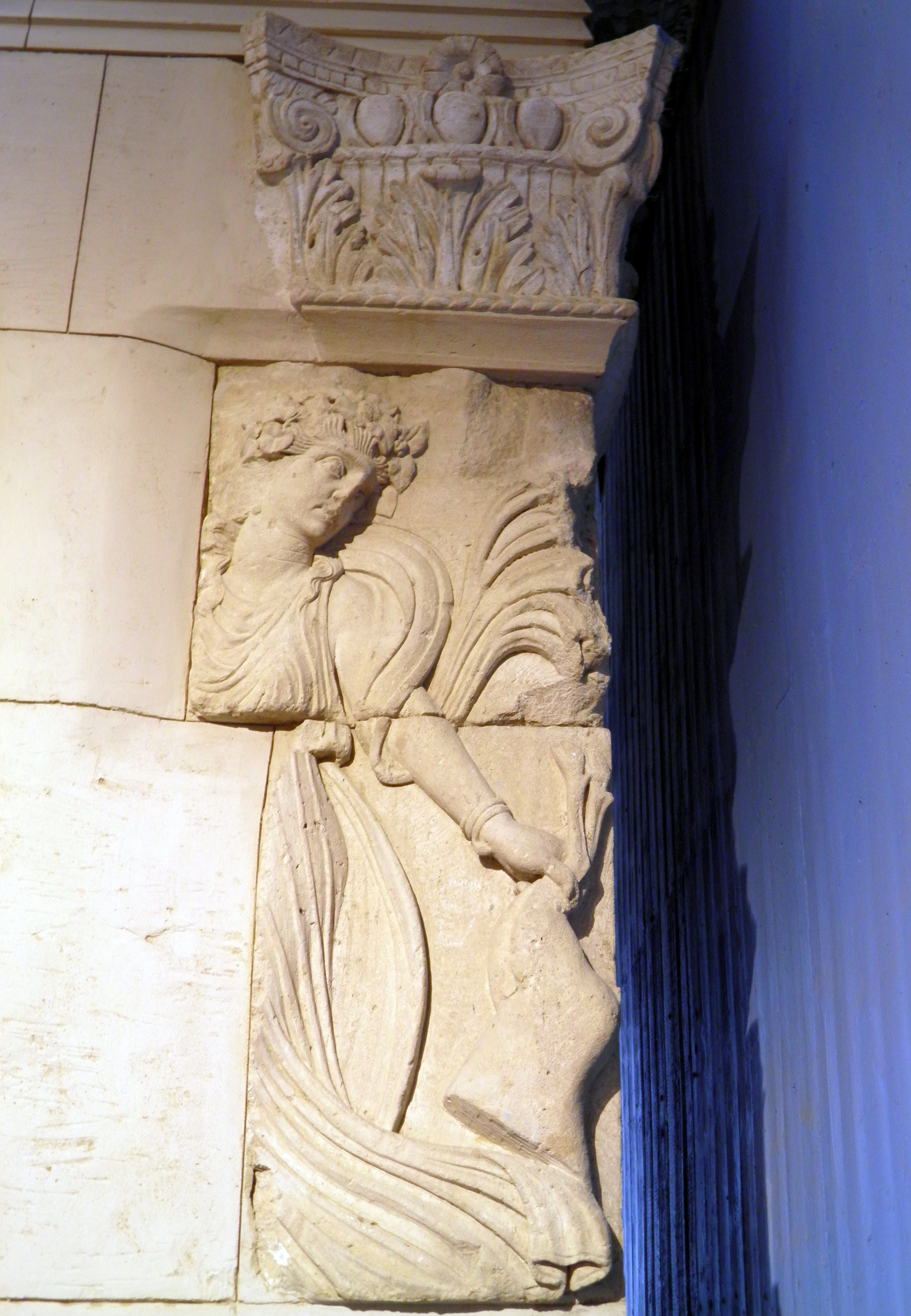
Mänade mit einem durch ein Schwert halbierten Reh

Das Motiv an der rechten Schmalseite des Sockels, von dem lediglich tanzende Füße und eine Tierpfote erhalten geblieben sind, könnte möglicherweise den Gott Dionysos mit einem Satyrn und einem Panther gezeigt haben. Auf der linken Seite wurde ein Motivblock in der Rekonstruktion eingebaut, der zunächst nicht in das symmetrische Konzept der Anlage zu passen scheint. Er befindet sich direkt unterhalb des hinteren Pilasterkapitells und zeigt eine Mänade, die in der linken Hand den hinteren Teil eines Rehes hält, das sie mittendurch geteilt hat. Die nicht mehr erhaltene rechte Hand führte einst das Schwert, mit dem sie das Tier getötet hat. Der über Eck behauene Reliefblock wurde bei der Rekonstruktion an dieser Stelle eingefügt, weil seine Rückseite ein flaches Pilaster mit dem Ansatz der von der Grabvorderseite her bekannten Blattgirlande zeigte. Auf dieser Seite des Sockels ist noch ein weiteres Relieffragment zu sehen, das einen Fuß zeigt. An den Flanken der darüberliegenden Cella befindet sich je ein Fries mit dem Hirtengott Pan, der seit dem Späthellenismus verstärkt in das Umfeld des Gottes Dionysos gesetzt wurde. Das Motiv der rechten Schmalseite der Ädikula zeigt Pan mit einem Pedum; einem oben gebogenen Fangholz. In der linken Hand trägt er einen erlegten Hasen. Über dieser Szene befindet sich eine Theatermaske, wie sie häufiger an Grabmälern zu finden ist. Auf der linken Seite der Ädikula wird der Gott Pan mit einer Hirtenflöte (Syrinx) dargestellt, statt der Maske fliegt hier Amor über die Szene. In beiden Darstellungen wendet sich der zur Frontseite des Grabmals schreitende Gott zu einem Lorbeerbaum um, an dem sich eine Schlange hinaufwindet.

## Datierung
Die Datierung des Grabmals in die erste Hälfte des 1. Jahrhunderts beruht hauptsächlich auf signifikanten Formeln der Inschrift. Auffällig dabei ist die knappe Namensform des Auftraggebers, der nur seinen Familiennamen (Nomen gentile) Poblicius und den Vornamen (Praenomen) Lucius angibt. Wäre das Bauwerk in der zweiten Hälfte des 1. Jahrhunderts errichtet worden, hätte Poblicius mit Sicherheit einen Beinamen (Cognomen) angegeben, wie es seit der Regierungszeit von Kaiser Claudius (41–54) üblich wurde.

## Inschrift

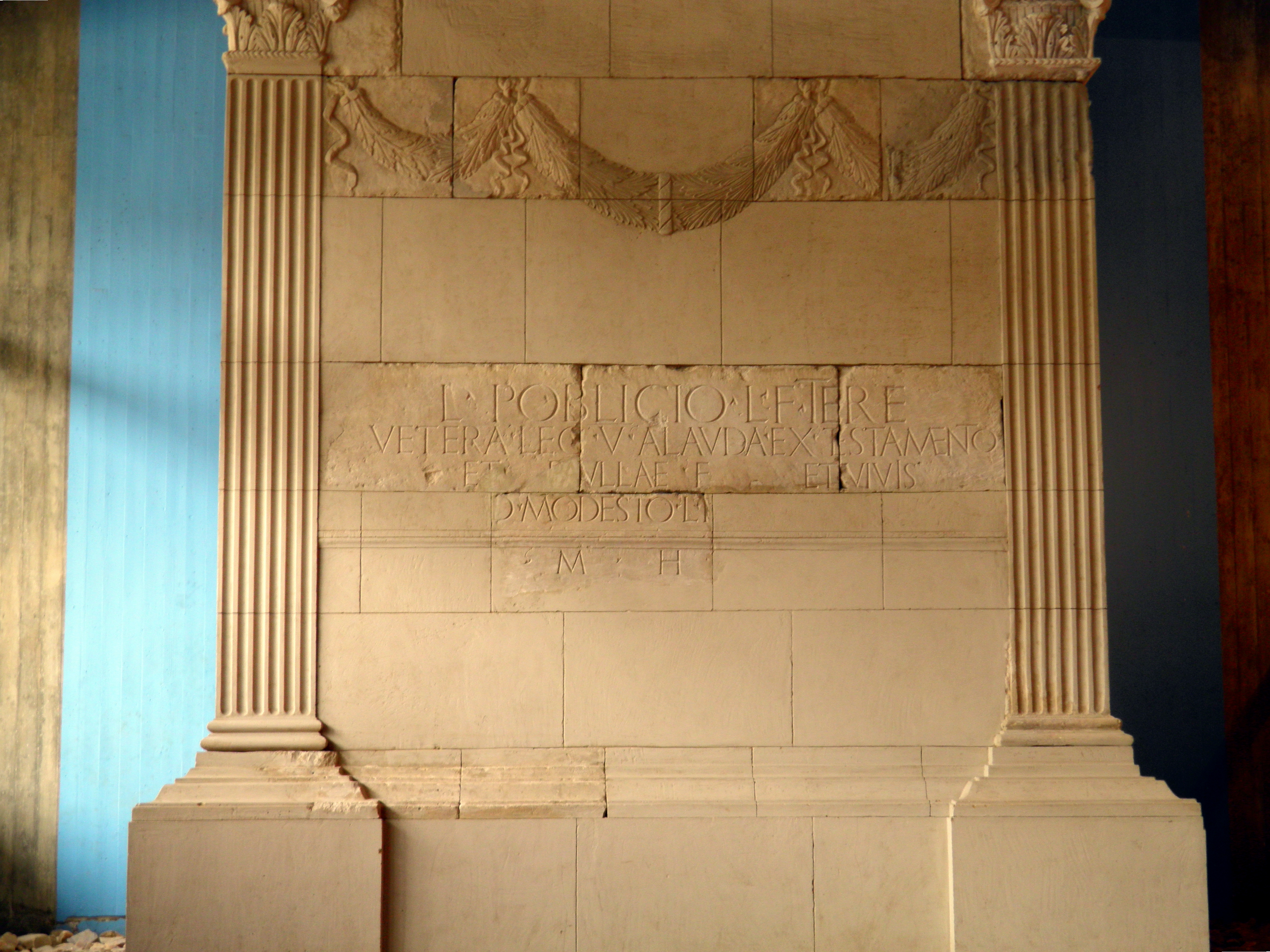
Rekonstruierter Sockel mit Inschrift

Es gibt verschiedene Versuche, die nur bruchstückhaft erhaltene Inschrift zu ergänzen. Insbesondere in Zusammenhang mit den erhalten gebliebenen Statuen besteht bei diesem Text immer noch Diskussionsbedarf.
Lesung und Übersetzung nach Hartmut Galsterer:
L(ucio) Poblicio L(uci) f(ilio) Tere(tina tribu)

vetera(no) leg(ionis) V Alauda ex testamento

et P[a]ullae f(iliae) et vivis

[- - - coniugi]

[et L(ucio)? Poblicio - - - f(ilio)]

[et libertis]

[L(ucio) Poblici]o Modesto L(ucio) P[oblicio - - -].

[H(oc)] m(onumentum) h(eredem) [n(on) s(equetur)]
Übersetzung: „Für Lucius Poblicius, Sohn des Lucius, aus dem Wahlbezirk Teretina, Veteran der 5. Legion ‚die Lerchen‘, nach seinem Testament errichtet, und für seine Tochter Paulla und für die noch lebenden [Ehefrau und Sohn und die Freigelassenen - - -] Modestus und Lucius Poblicius - - -. Dieses Grab geht nicht an den Erben über.“
Poblicius begann seinen ungewöhnlichen Lebensweg im Bürgerbezirk Teretina. Dieser lag zwischen Rom und Neapel. Er trat als einfacher Legionär in die 5. Legion „Alauda“ ein. Für die Behauptung, dass diese Legion zwischen 9 v. Chr. und 69 n. Chr. in Castra Vetera bei Xanten stationiert war gibt es keine Belege. Seine Truppe trug aufgrund ihrer speziellen Helmbüsche, die an jene der Haubenlerchen erinnerten, den Namen „Lerchenlegion“. Bis zu seinem Ausscheiden aus dem Heeresdienst nach 25 Jahren blieb Poblicius im Rang eines Legionärs. Mit seiner stattlichen Abfindung konnte er sich nun ein tragfähiges ziviles Leben aufbauen, doch wäre ihm damit der Bau eines Grabmals von diesen Dimensionen und mit dieser Ausstattung niemals möglich gewesen. Während viele Veteranen Hofbesitzer wurden und die Armee mit Getreide sowie anderen landwirtschaftlichen Erzeugnissen versorgten, hat es Poblicius in das Oppidum Ubiorum verschlagen, das erst 50 n. Chr. zur Stadt erhoben wurde und aus der sich Köln entwickelte. Dort muss er mit Handel zu einem solchen Reichtum gekommen sein, dass es ihm keine größeren Schwierigkeiten bereitet haben kann, einen so teueren Grabbau zu finanzieren.
In der Inschrift legte Poblicius fest, dass die Tochter Paulla und weitere noch lebende Angehörige (Et Vivis) in dem Bau bestattet werden konnten, dass es darüber hinaus seinen Erben aber nicht erlaubt war, über das Schicksal des Grabmals zu entscheiden. Damit war der Wunsch verbunden, dass die Grabstätte vor einer Entweihung, Beschädigung oder vor dem Abbruch geschützt bliebe. Auch der Staat verhinderte mit strengen Gesetzen die Störung der Totenruhe.
Zur unvollständigen vierten Inschriftzeile gibt es mehrere Deutungsansätze. Eine dieser Möglichkeiten geht davon aus, dass die heute neben Poblicius ausgestellte weibliche Figur dessen in den erhaltenen Teilen der Inschrift nicht aufgeführte Ehefrau darstellt, während die kleinere, seitlich stehende Statue Paulla ist. Da die drei existierenden oberen Blöcke der Inschrift sowie die Fehlstellen neben dem unteren inschriftblock keinen Platz für die Erwähnung einer Ehefrau ließen, wurde von Hartmut Galsterer vorgeschlagen, zwischen den vorhandenen zwei Quaderreihen mit den Schriftzeichen eine eventuell verlorene, dritte zu rekonstruieren, auf der die fehlenden Angaben zu dieser Frau und eines möglichen Sohnes hätten stehen können. In diesem Fall wären die nur fragmentarisch erhaltenen Namen in der vorletzten Zeile als die von freigelassenen Sklaven des Poblicius zu lesen gewesen. Der für die Rekonstruktion verantwortliche Precht lehnte diese Deutung mit Entschiedenheit ab, da es nach seiner Meinung keine Anhaltspunkte für eine weitere Quaderlage gab. Zudem hätte eine weitere Steinlage das harmonische Gesamtgefüge des Bauwerks empfindlich gestört. In diesem Sinne muss die heute präsentierte Inschrift ohne die Nennung der Ehefrau auskommen. Bei diesem Denkansatz ist davon auszugehen, dass die Gattin des Poblicius schon früher verstorben war und in einem eigenen Grab ruhte. Daher würde der Grabbau nur den Stifter des Monuments mit seiner Tochter zur Linken und dem Freigelassenen zur Rechten zeigen. Die erhaltene kleinere Frauenstatue würde somit eine Freigelassene oder Sklavin darstellen. Eine solche Konstellation könnte zudem mit einer Textergänzung ohne Schwierigkeiten in der 4. Inschriftenzeile untergebracht werden.
Die heutige Darstellung der vierten Inschriftenzeile und die dazugehörende Theorie über die Statuen traf in der Vergangenheit auf heftige Kritik. So wurde von dem Archäologen Hanns Gabelmann eingewandt, dass die vermeintliche Tochter Paulla in der rechten Seiten-Interkolumnie eine altertümliche Drapierung der Toga Praetexta tragen würde, während die beiden Männer nach der neuesten Mode gekleidet wären. Dies würde zu einer jungen Frau jedoch nicht passen. Gabelmann führte aus, die Toga praetexta, diese Figur als eine Freigeborene bestimmen würde. Somit müsste seiner Meinung nach das Figurenfragment die bereits in jugendlichen Jahren verstorbene Tochter Paulla zeigen. Aufgrund der altertümlichen Toga-Drapierung muss diese Statue nach Aussage von Hermann Krüssel und Josef Gens schon in republikanischer Zeit entstanden sein, womit die kleine Frauenstatue nicht zum Poblicius Grabmal gehören kann. Bereits im Jahr 2013 wurde von Josef Gens in seinem Buch „Grabungsfieber“ nachgewiesen, dass die in der unvollständig erhaltenen vierten Inschriftzeile erwähnte männliche Person, kein Sohn des Lucius Poblicius gewesen sein kann, weil der letzte Buchstabe definitiv kein „F“ (als Abkürzung für Filius) sein kann und dass die von Hartmut Galsterer vorgeschlagene zusätzliche Blocklage wegen einer deutlich erkennbaren Versatzmarke ausscheidet.
Die von Hermann Krüssel und Josef Gens 2017 vorgeschlagene Ergänzung der vierten Inschriftzeile lautet:

“Et(iam) * L(ucio) * Poblicio * Modesto * L(ucii) * Poblicii * Liberto”

„und auch für Lucius Poblicius Modestus, des Lucius Poblicius Freigelassenen“

## Der ursprüngliche Standort
Poblicius und viele andere wohlhabende Bewohner des Oppidum Ubiorum errichteten ihre Grabstätten an der rheinaufwärts führenden Straße, rund 1,5 Kilometer vor dem Südtor der Stadt. Die Befundlage der Quader während der Auffindung zeigte, dass die Trümmer dicht beieinander in Lehmschichten gepackt waren, die nach Osten zum Rheinufer hin abfielen.

## Das Grabmal in späterer Zeit
Peter La Baume ging in seinem Aufsatz Die Auffindung des Poblicius-Grabmonuments in Köln davon aus, dass das Grabmal in späterer Zeit nicht gewaltsam zerstört wurde, da die Blöcke noch in einem sehr guten Zustand erhalten waren. Außerdem wären nach seiner Meinung die hochwertigen Quader sicher als Baumaterial eingesetzt worden, wenn das Monument gezielt abgetragen worden wäre. Doch auch darauf würde nichts hinweisen. Insbesondere für den recht vollständigen Zustand macht La Baume eine andere Ursache verantwortlich: eine Naturkatastrophe. So könnte ein Hochwasser führender Bach oder eine Rheinüberschwemmung die Fundamente unterspült und das Bauwerk zum Einsturz gebracht haben. Nach dem Zusammenbruch könnten die Hochwasser Teile des Denkmals unter Erdmassen begraben haben, wodurch diese vor dem Zugriff von Steinräubern sicher waren.

## Film
- Geheimsache Römergrab – Sensationsfund unter meinem Haus. Gespräch mit Video-Einspielungen, Deutschland, 2014, 58:13 Min., Moderation: Birgit Klaus, Gast: Josef Gens, Produktion: WDR, BR-alpha, SWR, Reihe: Planet Wissen, Erstsendung: 10. Juni 2014 bei WDR, BR-alpha, Inhaltsangabe (Memento vom 21. Mai 2015 im Webarchiv archive.today) mit online-Video von WDR.